# Chamops
Chamops is een geslacht van uitgestorven polyglyphanodontische hagedissen uit het Laat-Krijt tot Vroeg-Eoceen van Noord-Amerika. Fossielen zijn gevonden in de Hell Creek-formatie, Judith River-formatie en Bunch Benchformatie van Montana, de Milk Riverformatie van Alberta, Canada en mogelijk ook de Laramie-formatie van Colorado.
Het is bekend van de enige en typesoort Chamops segnis, in 1892 benoemd door Othniel Charles Marsh. De geslachtsnaam komt van het Grieks chamein, 'naar beneden kijken', en oops, 'gezicht'. De soortaanduiding betekent 'de trage'.
Mogelijke jongere synoniemen zijn volgens Estes in 1983 Iguanius teres MARSH, 1892, Lanceosaurus hatcheri GILMORE, 1928, Lanceosaurus compressus GILMORE, 1928 en Alethesaurus quadratus GILMORE, 1928. Het gaat hier om zeer beperkt materiaal dat meestal als nomina dubia wordt beschouwd.
Het holotype is YPM 1036, een rechterbovenkaaksbeen met vijf tanden erin. Talrijke bovenkaken en onderkaken zijn toegewezen, alsmede een wervel.
Chamops groeide tot ongeveer een halve meter lang en was twee kilogram zwaar. In tegenstelling tot andere polyglyphanodonten had Chamops een meer stompe en hoge snuit.
Chamops behoorde tot de familie Chamopsiidae van polyglyphanodonische hagedissen die tijdens het Laat-Krijt op het noordelijk halfrond leefden, hoewel er enkele mogelijke chamopide geslachten zijn uit Zuid-Amerika en de Kem Kem beenderbedden in Marokko. Oorspronkelijk werd gedacht dat Chamops en verwanten verwant zijn aan de Teiidae, hoewel men nu denkt dat ze nauwer verwant zijn aan leguanen.